# Давыдов, Михаил Алексеевич
Михаи́л Алексе́евич Давы́дов (2 августа 1939, Одесса — 8 мая 2013, Москва) — русский историк, мемуарист, коллекционер, автор архивных публикаций в научной периодике, историко-архивных и литературно-художественных изданиях.

## Биография
Родился в 1939 году в Одессе в семье гидробиолога А. А. Буяновской (1913—1988). Окончил музыкальную школу им. П. С. Столярского по классу виолончели. Впоследствии семья переехала в Москву. В 1966 году окончил кафедру истории древнего мира исторического факультета МГУ. Учился в аспирантуре Института истории АН СССР. После окончания аспирантуры работал в Институте востоковедения. С 1969-го до начала 2010-х годов работал в Институте научной информации по общественным наукам, занимался религиоведением.
Всю жизнь М. А. Давыдов собирал и хранил архивы, попадавшие к нему как из знакомых и малознакомых домов, так и по случаю, и предметы эпохи, связанные с биографиями и судьбами неординарных личностей. Писал мемуары, участвовал во введении в научный оборот замалчиваемых имён старших современников, деятелей науки и культуры, подвергнутых репрессиям в сталинские годы, занимался публикациями и комментированием историко-архивных материалов в научной периодике и литературно-художественных изданиях — «Тыняновские сборники», «Вопросы философии», «Вопросы истории естествознания и техники», «Toronto Slavic Quarterly», «Дружба народов», и др.
Умер в 2013 году в Москве. После смерти М. А. Давыдова почти весь его архив был утрачен. Часть рукописей при жизни была передана им в Российскую национальную библиотеку.

## Архивы и коллекция
По определению Ю. Роста, Давыдов «коллекционировал время в его юную пору, когда оно ещё не обросло морщинами истории».
В коллекции М. А. Давыдова были сохранённые им от забвения материалы из архивов учёного-биолога Б. С. Кузина, дочери художника Евг. Соколова мемуаристки Н. Е. Семпер, вдовы композитора А. Ф. Козловского писательницы и мемуаристки Г. Л. Козловской, другие историко-архивные документы, а также вещи и предметы обихода академика Н. Н. Семёнова, историка Н. И. Харджиева, режиссёра Б. В. Барнета и актрисы А. Казанской и других научных и культурных деятелей XX века.
В числе вещей было подаренное Н. И. Харджиевым «огромное кожаное кресло с широкими подлокотниками и высокой мягкой спинкой», некогда принадлежавшее отчиму второй жены Харджиева Л. В. Чага, художнику Д. И. Митрохину. «Кто только на нём ни сидел. А. Ахматова в кимоно, Р. Якобсон, Д. Бурлюк и т. д. Прожитые годы и множество сидельцев сказались на наружности и нраве почтенного предмета мебели. Сиденье его опустилось почти до пола, а подлокотники ходили ходуном».
По воспоминаниям современника, в квартире Давыдова в доме на Пречистенке были «проложены тропинки среди книг и вещей…».

## Научная работа
М. А. Давыдов был первым публикатором и комментатором трудов и историко-архивных документов научных и культурных деятелей, имена которых были подвергнуты замалчиванию в годы советской власти, автором воспоминаний о них.
В 1965 году молодой историк познакомился с учёным-биологом Б. С. Кузиным, после двух десятилетий ссылки поселившемся в посёлке Борок Ярославской области. Последнее десятилетие жизни Кузина Давыдов был его младшим другом, регулярно навещал его в Борке. После смерти учёного (1973) поддерживал дружеские отношения с его вдовой А. В. Апостоловой до её смерти в 1984 году. Стал хранителем и первым публикатором материалов из архива Б. С. Кузина, участвовал во введении имени опального учёного в научный оборот. Давыдовым были сохранены рукописи работ Кузина «Принципы систематики», «Орбита Баха», дневники последних лет жизни, эпистолярное наследие и другие материалы. В 1980—1990-х годах историком были подготовлены к печати и опубликованы работа Кузина «О принципе поля в биологии», материалы о дружбе Кузина с О. Э. Мандельштамом (часть совместно с А. П. Огурцовым и П. М. Нерлером), фрагменты воспоминаний учёного, его переписка с А. А. Гурвич, материалы к биографии Кузина, воспоминания о нём, очерк о его жизни и деятельности и др. Участвовал в подготовке первого книжного издания историко-архивных материалов из наследия Б. С. Кузина «Воспоминания. Произведения. Переписка», вышедшего в 1999 году.
Публикаторский подход Давыдова к сохранённому им наследию — «помочь читателю полюбить яркий и богатый внутренний мир» Кузина, «дать не „академический массив“ большого количества писем, а художественный автопортрет с живой авторской интонацией… выделить живой голос Б. С., несравненного и увлекательного собеседника, умеющего из любой обыденной житейской ситуации создать художественную картину, найти для неё великолепную форму и дать описываемому неожиданное и остроумное истолкование».
В 1960—1990-х годах Давыдов общался с работавшей в библиотеке ИНИОНа художницей, переводчицей и мемуаристкой Н. Е. Семпер, отсидевшей в сталинских лагерях. После её смерти (1995) подготовил к печати и в 1997 году стал первым публикатором (совместно с Е. Д. Шубиной) её незаконченных мемуаров в журнале «Дружба народов». В 2004 году опубликовал очерк Семпер о внуке гэнро Сайондзи, основателе «Нового театра Цукидзи», японском театральном деятеле Ёси Хидзиката в «Toronto Slavic Quarterly» (совместно с В. Перельмутером). На основе этих публикаций впоследствии было выпущено расширенное книжное издание мемуаров.
В 1960—1970-х годах был соседом и собеседником историка и текстолога Н. И. Харджиева, жившего с ним на одной лестничной площадке в доме на Кропоткинской, 17. Отношения были тёплыми и добрососедскими. Давыдов участвовал в жизни учёного, снабжал Харджиева поступавшими в ИНИОН недоступными новинками зарубежной литературоведческой периодики, был спутником в походах на выставки, на прогулках; вечерами ими велись долгие беседы. Мемуары Давыдова о Харджиеве, включающие записи бесед с учёным, опубликованы в 2009 году в «Тыняновском сборнике».
С середины 1980-х годов Давыдов вёл переписку с писательницей и мемуаристкой Г. Л. Козловской (1906—1997), вдовой композитора, в середине 1930-х сосланной с мужем в Ташкент. Между ними завязалась эпистолярная дружба. Давыдов стал хранителем воспоминаний Козловской, охватывающих почти весь XX век и содержащих, в том числе, историко-биографические реалии жизни А. Ахматовой, Б. и Е. Пастернаков, Ф. Раневской, К. Чуковского и др. Сохранённые историком мемуары были опубликованы в 2015 году в посмертном сборнике Козловской «Шахерезада. Тысяча и одно воспоминание». Уцелевшие письма М. А. Давыдова к Г. А. Козловской также посмертно опубликованы в сборнике. Ответные письма Козловской утрачены вместе с остальными материалами давыдовского архива.

## Оценки
Согласно оценкам мемуаристов, историк обладал неординарными личными качествами, привлекавшими внимание как старших, так и младших его современников. М. А. Давыдов стал одним из героев трёхтомника Ю. М. Роста «Групповой портрет на фоне века», получившего главную премию «Книга года» на XXI Московской международной книжной выставке. Называя Давыдова «пречистенским антиком», Ю. М. Рост относит фигуру историка к «утраченным пластам московской культуры».
По определению публикатора уцелевшей части давыдовского эпистолярного наследия Е. Д. Шубиной: «Дружба Михаила Давыдова с Галиной Козловской — это будто замыкание великолепного венка дружб: Алексей и Галина Козловские — Анна Ахматова — Осип и Надежда Мандельштам — Борис Кузин — Ариадна Апостолова — Михаил Давыдов — Галина Козловская».
Отмечая отсутствие «полноты жизнеописания» Кузина в давыдовских публикациях, исследователи Н. И. Крайнева и Е. А. Пережогина указывают, что «в них присутствует нечто не менее ценное: живые впечатления от встреч и разговоров с Кузиным».

## Комментарии
1. ↑  Первую публикацию удалось осуществить в 1987 году, спустя 15 лет после смерти Б. С. Кузина[8][9].
2. ↑  До 2-го брака Харджиева с Л. В. Чага в 1977 году[26].
3. ↑  Двоюродная сестра жены Б. С. Кузина А. В. Апостоловой[28].
4. ↑  Козловские стали друзьями А. А. Ахматовой в период её ташкентской эвакуации, оба были адресатами её стихотворений[29].